# Stadio Juan Domingo Perón (Córdoba)
Lo stadio Juan Domingo Perón (in spagnolo: Estadio Juan Domingo Perón) è un impianto sportivo della città argentina di Córdoba. Ospita le partite interne dell'Instituto de Córdoba ed ha una capienza di 26 000 spettatori.

## Storia
Nel 1946 il governo del presidente Juan Domingo Perón emana la legge Nº 12 931 all'interno della quale sono stanziati 20 milioni di dollari statunitensi da devolvere in sussidi alle varie entità sociali del paese per la costruzione di nuovi stadi. L'Instituto sollecitò una parte dei fondi per la costruzione del suo nuovo stadio e, il 20 febbraio 1948 fu concessa dallo Stato una somma pari a 1,5 milioni di dollari da restituire in rate trimestrali di 14265 $ ciascuna.
Nel marzo 1948 iniziarono i lavori di costruzione che, ben presto, si arrestarono a causa di problemi finanziari, e lasciarono ultimata solamente la tribuna sopra calle Jujuy. Il 15 agosto 1951 l'impianto, intitolato al presidente Juan Domingo Perón fu inaugurato con un'amichevole tra la squadra di casa ed il Racing di Avellaneda. Il 27 dicembre 1957, con un incontro amichevole tra l'Instituto ed il Vélez Sarsfield, fu inaugurato il moderno sistema d'illuminazione. Il 9 maggio 1959 il prestito contratto dalla società per la costruzione dello stadio fu condonato dal Decreto Legge Nº 14 880 firmato dal presidente José María Guido.
Nel 1960 fu terminata la gradinata in cemento sopra calle Sucre.